# トニー・バティ
トニー・バティ  (Tony Battie) こと、デメトリウス・アントニオ・バティ (Demetrius Antonio Battie  ,   1976年2月11日 - )は、アメリカ合衆国・テキサス州ダラス出身の元バスケットボール選手。NBAのボストン・セルティックスやオーランド・マジックなどで活躍した。ポジションはC/PF。

## 来歴
テキサス工科大学で中心選手と活躍し、3年生時の1996-97シーズンに平均18,8得点 11,8リバウンド 2,3ブロックショットを記録したバティは、4年生はプレーせず1997年のNBAドラフトへのエントリーを表明。全体5位という高評価を受けてデンバー・ナゲッツから指名された。1シーズンナゲッツでプレーした後、1998年のNBAドラフトでナゲッツが全体3位でレイフ・ラフレンツを指名したのに伴い、ナゲッツはロサンゼルス・レイカーズ、ボストン・セルティックスを相手に三角トレードを敢行。27位で指名したティロン・ルーの権利をレイカーズに譲渡しニック・ヴァン・エクセルを獲得。ナゲッツは更にバティをセルティックスに放出。バティは新天地で奮闘し、2001-02シーズンは、7年振りのプレーオフ出場に貢献した。
2003-04シーズン途中、リッキー・デイビス、クリス・ミームらとの大型トレードでクリーブランド・キャバリアーズに移籍。更にシーズン終了後にはドリュー・グッデン、アンダーソン・ヴァレジャオの交渉権とのトレードでオーランド・マジックに移籍した。
マジックでは、2004年のNBAドラフトで全体1位で入団したドワイト・ハワードとフロントラインを形成。2005-06シーズンは、自身初の全82試合スタメン出場。2008-09シーズンはNBAファイナルまで勝ち上がったものの、ファイナルではロサンゼルス・レイカーズに1勝4敗で敗れた。
2009年6月25日、ヴィンス・カーター、ライアン・アンダーソンとの大型トレードでニュージャージー・ネッツに移籍。
2010年7月21日、FAとなったバティはフィラデルフィア・76ersと契約。2シーズンプレーした後、契約するチームがなくなり引退。現在はオーランド・マジックの解説者を務めている。

## ポール・ピアース刺傷事件
ボストン・セルティックスに所属していた2000年9月25日、ロサンゼルスのナイトクラブにて、ポール・ピアースが二人の暴漢に襲われ瀕死の重傷を負うという悲惨な事件に巻き込まれた。ガラスの瓶で頭を殴られ、顔、首、背中など全身11ヶ所を刺されるなどして病院に運ばれ、緊急手術を受けた。肋骨に受けた刺し傷は肺までわずか1cm足らずのところまで達していたそうである。その現場に居合わせいたのがバティだった。バティはピアースと共にロサンゼルスの夜の街を徘徊していたが、この事件に遭遇。バティは即座に警察と救急車を呼び、男達は現行犯逮捕。ピアースは緊急手術となった。ところがピアースそのわずか3日後に退院し、驚異的な精神力と回復力で約1ヵ月後の開幕戦に復帰を間に合わせた。さらには満身創痍ながらもチーム唯一の、全82試合に先発出場し周囲を大いに驚かせた。この一件でピアースは現在もバティに感謝しているという。